# Hideto Suzuki
Hideto Suzuki (* 7. říjen 1974) je bývalý japonský fotbalista.

## Reprezentace
Hideto Suzuki odehrál 1 reprezentační utkání. S japonskou reprezentací se zúčastnil letních olympijských her 1996.

## Statistiky
| Japonsko | Japonsko | Japonsko |
| Roky     | Záp.     | Góly     |
| -------- | -------- | -------- |
| 1997     | 1        | 0        |
| Celkem   | 1        | 0        |